# Капитолий штата Нью-Йорк
Капитолий штата Нью-Йорк (англ. New York State Capitol) — историческое здание правительства штата Нью-Йорк, США, в котором находится офис губернатора и проходят заседания легислатуры. Расположен в городе Олбани — столице штата. Строительство здания завершилось в 1899 году и обошлось в 25 млн долларов (около 500 млн по современным ценам), став самым дорогим зданием правительства на тот момент. В 1979 году капитолий получил статус национального исторического памятника.

## Описание

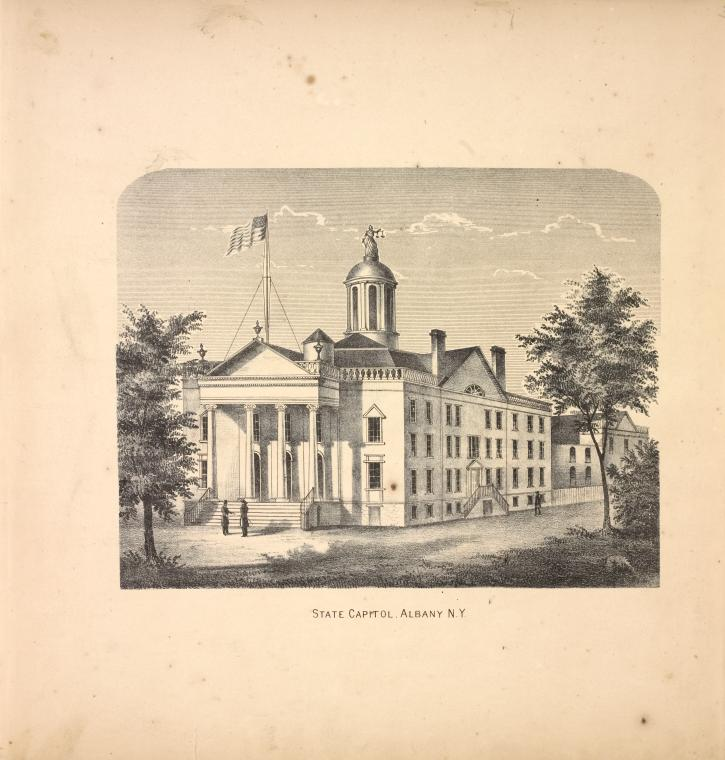
Предыдущее здания капитолия штата Нью-Йорк (1866)

Нынешнее здания капитолия уже четвёртое по счёту, первым был небольшой дом неподалёку от Кингстона. С 22 по 25 августа 1777 года здесь располагался офис первого губернатора штата Джорджа Клинтона. Второе здание было построено после окончания войны за независимость.
Современный капитолий возведён в период с 1867 по 1899 год. За 32 года строительства над зданием успели поработать три команды архитекторов. Капитолий штата Нью-Йорк был первоначально спроектирован архитекторами Томасом Фуллером и Артуром Д. Гилманом. С 1867 по 1875 год строительство возглавлял Томас Фуллер (автор проектов зданий парламента Канады в Оттаве), с 1875 по 1883 — Леопольд Эйдлитц и Генри Гобсон Ричардсон, а с 1883 по 1899 год — Исаак Перри.

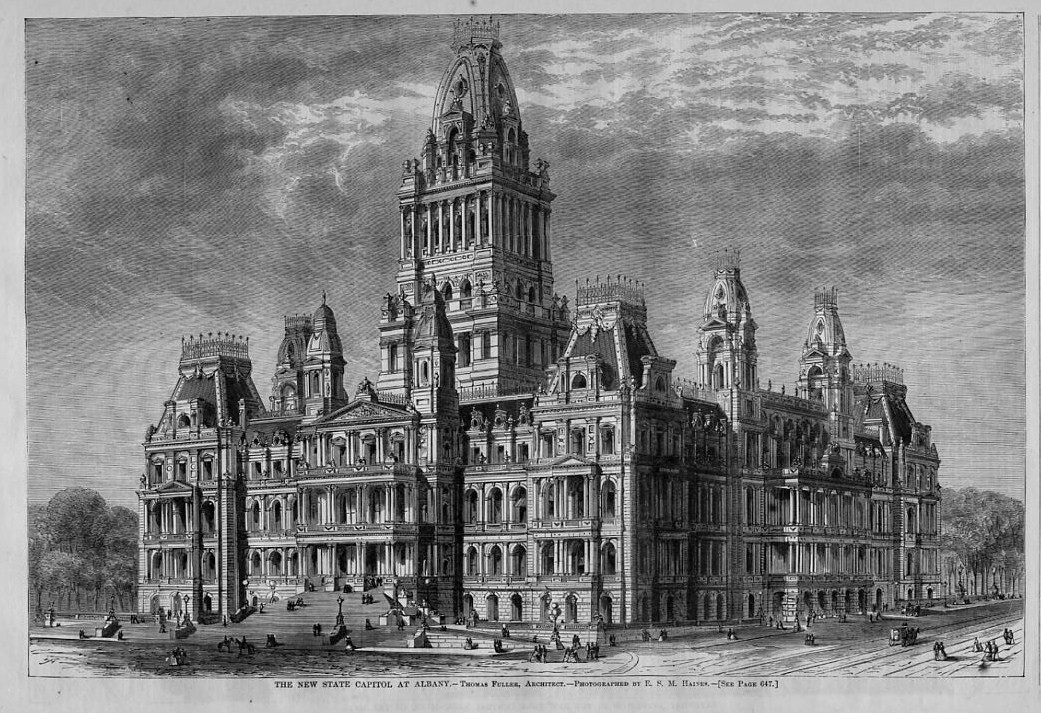
Проект здания капитолия, представленный Томасом Фуллером

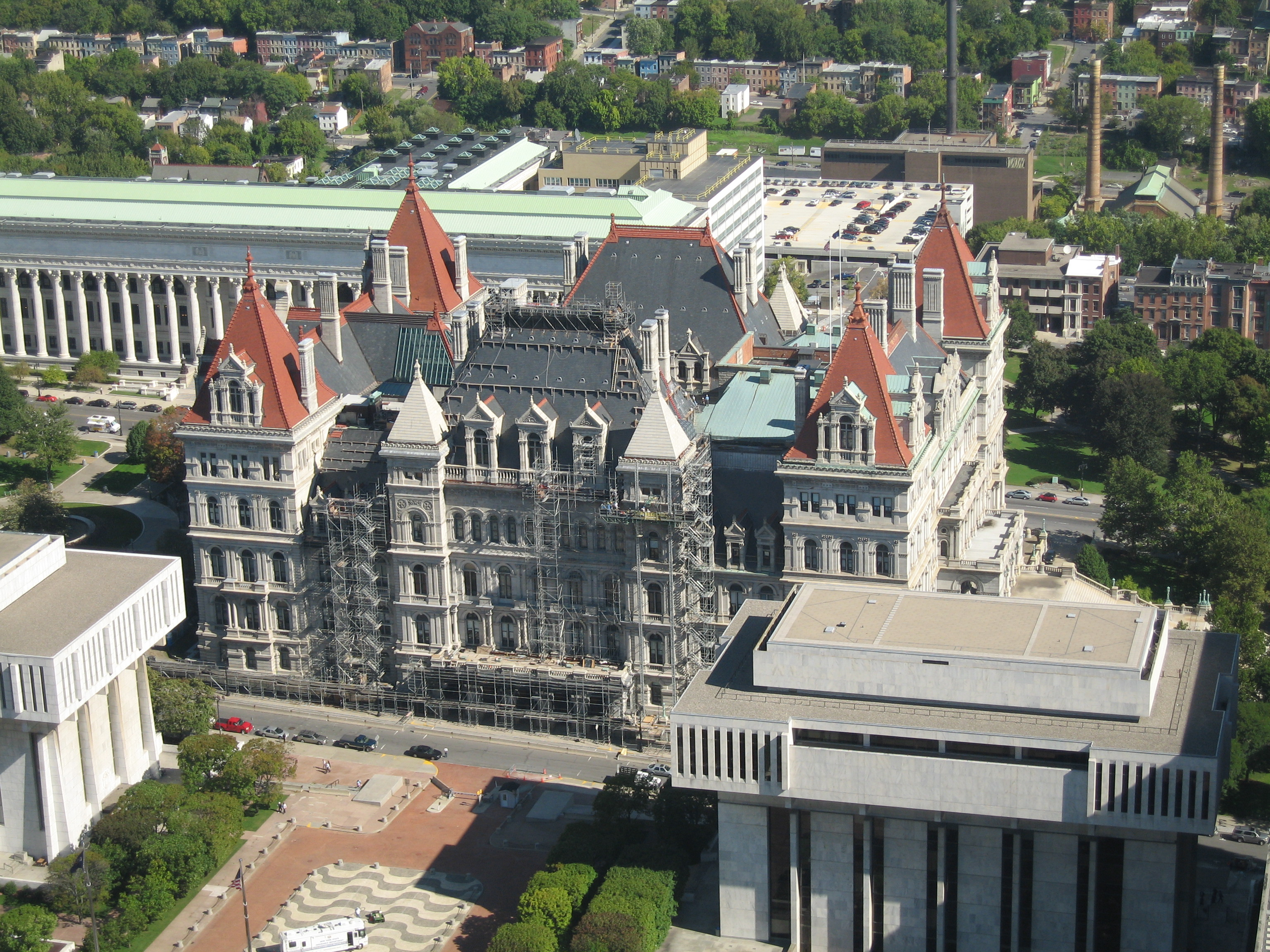
Капитолий с высоты птичьего полёта

Первый этаж капитолия выстроен Фуллером в романском стиле. Затем вице-губернатор Уильям Доршеймер заменил Фуллера архитекторами Эйдлитцом и Ричардсоном, которые построили два этажа в классическом стиле эпохи Возрождения. Необходимость увеличения расходов на строительство вызвала множество споров и конфликтов в парламенте. В итоге, после избрания на пост губернатора Гровера Кливленда и пересмотра увеличения объёмов финансирования, команда Эйдлитца и Ричардсона была отстранена. Завершить проект предстояло Исааку Перри, который достроил четвёртый этаж и крышу в викторианском стиле.
Запланированные в проекте купола и башни так и не были завершены, ввиду исчерпания запаса прочности конструкции здания, на котором уже появлялись трещины. Более того, вся конструкция начала смещаться в сторону Стейт-стрит и чтобы остановить это движение, была добавлена массивная лестница (51 м в длину) с восточной стороны, поддерживающая фасад. Внешние стены капитолия изготовлены из белого гранита, добытого в Халлуэлл, штат Мэн, а также из мрамора, добытого заключёнными тюрьмы Синг-Синг. Высота здания составила 67 м. Через подземные тоннели оно соединено с комплексом административных зданий Empire State Plaza и со Зданием Альфреда Смита.
Изначально в здании капитолия были две большие фрески бостонского художника Уильяма Морриса Ханта. Первая работа называлась «Полёт ночи» (The Flight of Night), вторая «Исследователь» (The Discoverer), обе примерно 45 м в длину. Однако они были закрыты, когда сводчатый потолок оказался неустойчив и его пришлось опустить ниже фресок. Ещё чуть ранее эти работы пострадали от влаги и начали расслаиваться. Из-за проблем с финансированием дальнейшие работы по росписи стен были отменены.